# Ritualización
Ritualización es un concepto propio de las ciencias sociales, que en etología designa el comportamiento altamente estereotipado, independientemente de cualquier significado fisiológico directo.
Entre los estudiosos que aplican el concepto a las ciencias de la religión está Catherine Bell que, basándose en la teoría de la acción o teoría de la práctica de Pierre Bourdieu, ha desarrollado un planteamiento menos funcionalista del ritual.
Otros estudiosos más recientes de la ciencia cognitiva de la religión como Pascal Boyer, Pierre Liénard, y William W. McCorkle, Jr. han desarrollado investigaciones experimentales, etnográficas y de archivo sobre cómo las acciones ritualizadas pueden informar el estudio de la ritualización y formas rituales de acción. Boyer, Liénard y McCorkle argumentan que las compulsiones ritualizadas están en relación con una evolucionada arquitectura cognitiva donde la presión de la selección social, cultural y medioambiental estimula sistemas de "precaución ante el azar" (hazard-precaution), tales como depredación, contagio y asco (predation, contagion, and disgust) en la mente humana. Más allá, McCorkle propone la hipótesis de que estas compulsiones ritualizadas (especialmente ante la presencia de cadáveres -dead bodies vis-à-vis-, comportamiento funerario) se transforman en "guiones rituales" (ritual scripts) llevados a cabo por corporaciones profesionalizadas (professional guilds) sólo desde hace unos pocos miles de años, con los avances tecnológicos del Neolítico y la Historia propiamente dicha (domesticación de plantas y animales, escritura)